# Christen Heiberg (læge)
 Der er flere personer med dette navn, se Christen Heiberg.
Christen Heiberg (født 28. november 1799 i Bergen, død 18. marts 1872 i Kristiania) var en norsk læge. Han var bror til Johan Fritzner Heiberg og far til Hjalmar Heiberg.
Heiberg tog medicinsk eksamen 1822, blev 1826 reservelæge ved Rigshospitalet i Kristiania, i 1828 lektor og tog 1827 licentiat- og 1830 doktorgraden (De Coremorphosi). Han blev overkirurg 1836, samme år som han blev professor i kirurgi og øjensygdomme. Han var blandt de første, der i Norge anvendte elektricitet til behandling af sygdom og opfattede, sammen med Anton Julius Friedrich Rosenbach, først af alle tetanus som en infektionssygdom.